# Valor sustancial
El Valor sustancial de una empresa es el valor de reposición actualizado de todos los  bienes y derechos que componen la empresa menos las deudas que ésta tiene con terceros (pasivo exigible). 
El valor sustancial se encuadra dentro de los métodos que determinan el valor a través de la estimación del patrimonio, fijando el valor desde una perspectiva estática que no tiene en cuenta la evolución futura de la empresa, el valor temporal del dinero ni otros factores como la situación del sector, la organización, la clientela, los contratos, etc., que no se ven reflejados en los estados contables.
Se trata del valor de los capitales propios según los valores de reposición actualizados.